# Petkeljärvi Nationalpark
Petkeljärvi Nationalpark (finsk: Petkeljärven kansallispuisto ) er en nationalpark i Ilomantsi i regionen Norra Karelen i Finland. Den blev grundlagt i 1956 og dækker et areal på 6 km². Dens seværdigheder er nogle værdifulde åse, og befæstninger fra fortsættelseskrigen, hvoraf nogle er blevet renoveret. Parkens vegetation består for det meste af lyse skove med skovfyr. Parken hører sammen med Patvinsuo Nationalpark, til de nordkarelske biosfærereservater under UNESCO, der samlet har et areal på 4.407,45 km².